# Challenger de Tucumán 2024
El Challenger de Tucumán 2024 fue la primera edición del torneo de tenis que perteneció al ATP Challenger Tour 2024. Tuvo lugar en la ciudad de San Miguel de Tucumán (Argentina), desde el 15 hasta el 21 de abril de 2024 sobre polvo de ladrillo al aire libre.

## Jugadores participantes del cuadro de individuales
| Preclasificado | País                 | Jugador                 | Rank1 |
| 1              | Bandera de Argentina | Genaro Alberto Olivieri | 174   |
| 2              | Bandera de Argentina | Renzo Olivo             | 278   |
| 3              | Bandera de Argentina | Andrea Collarini        | 279   |
| 4              | Bandera de Turquía   | Ergi Kırkın             | 302   |
| 5              | Bandera de Argentina | Hernán Casanova         | 390   |
| 6              | Bandera de Argentina | Gonzalo Villanueva      | 433   |
| 7              | Bandera de Argentina | Valerio Aboian          | 434   |
| 8              | Bandera de Argentina | Luciano Emanuel Ambrogi | 443   |

- 1 Se ha tomado en cuenta el ranking del 8 de abril de 2024.

### Otros participantes
Los siguientes jugadores recibieron una invitación (wild card), por lo tanto ingresan directamente al cuadro principal (WC):
- Lautaro Midón
- Bautista Vilicich
- Máximo ZeituneLos siguientes jugadores recibieron entrada al cuadro principal de individuales como suplentes:

- Jacob Brumm
- Igor Giménez
- Juan Bautista Otegui

Los siguientes jugadores recibieron entrada del sorteo de clasificación:
- Ignacio Carou
- Felix Corwin
- Bruno Fernandez
- Nikos Lehmann
- Alejo Lorenzo Lingua Lavallén
- Leonid Sheyngezikht

## Campeones

### Individual Masculino
- Andrea Collarini derrotó en la final a  Hernán Casanova por 6–4, 7–6 (7–3) .

### Dobles Masculino
- Luis Britto /  Gonzalo Villanueva derrotaron en la final a  Patrick Harper /  David Stevenson por 6–3, 6–2.